# Berlingsen
Berlingsen ist ein Ortsteil der Gemeinde Möhnesee im Kreis Soest, Nordrhein-Westfalen.
Berlingsen hat ca. 270 Einwohner und besteht im Wesentlichen aus Bauernhöfen und Wohnhäusern. Das Dorf ist ca. 8 km südlich von Soest gelegen.
Im Jahr 1982 feierte Berlingsen 750-jähriges Bestehen.

## Geschichte
Der Name „Berlingsen“, in alten Urkunden „Berlichusen“ oder „Berninchusen“ geschrieben, später dann „Berlinghausen“, soll nach der Deutung von Holthausen vom altsächsischen „berth“ = „glänzend“ herkommen. Der älteste bekannte Grundherr für Berlingsen mit dem „Dalahof“ war die Reichsabtei Fulda, die direkt dem Papst unterstellt war und 744 n. Chr. durch Bonifatius gegründet wurde. Wann das Kloster in Besitz von Grund und Boden in Berlingsen gelangte, ist nicht sicher bekannt. Nicht zuletzt durch seinen Gründer Bonifatius war das Kloster weit bekannt und anerkannt, so dass es gerade in den ersten Jahrzehnten nach seinem Tod zu Schenkungen aus allen Teilen Deutschlands kam, so auch einige Höfe aus Westfalen, die dem Unterhalt des Klosters dienten. Schon in karolingischer Zeit gehörten Fulda 15.000 Hufen. Die Hufengröße ist landschaftlich verschieden, 30 bis 60 Morgen, somit 12 bis 20 ha, hinreichend zur Bewirtschaftung für eine Familie.
Insbesondere entferntere Güter, Hofesverbände wie im Bereich Soest, standen unter Leitung eines sogenannten Fronhofes, eines Herrenhofes, wie auch der „Dalahof“ einer war, mit untergeordneten Höfen in Berlingsen, Büecke und Körbecke, Kredteschehof genannt.
Am 6. November 1231 fand die Übertragung des Dahlhofes mit den Höfen zu Berlingsen, Büecke und Körbecke vom Kloster Fulda an das Kloster Oelinghausen statt. In der Urkunde wird Berninchusen (=Berlingsen) erstmals urkundlich erwähnt.
Die zweite urkundliche Erwähnung Berlingsens stammt vom 9. Oktober 1282: vor Bischof Conrad von Osnabrück verzichten Wiedenbrücker Bürger auf ihre Ansprüche an eine Hufe in Berlingsen im Kirchspiel Körbecke zugunsten des Klosters Himmelpforten. Diese Urkunde bezieht sich auf den späteren Hof Drees-Linnhoff.
Am 1. Juli 1969 wurde Berlingsen durch das Soest-Beckum-Gesetz in die Gemeinde Möhnesee eingegliedert.

## Betriebe
Der größte auf Berlingser Gebiet ansässige Betrieb war die Zentrale der Computerhandelskette Atelco.

## Ortsansichten

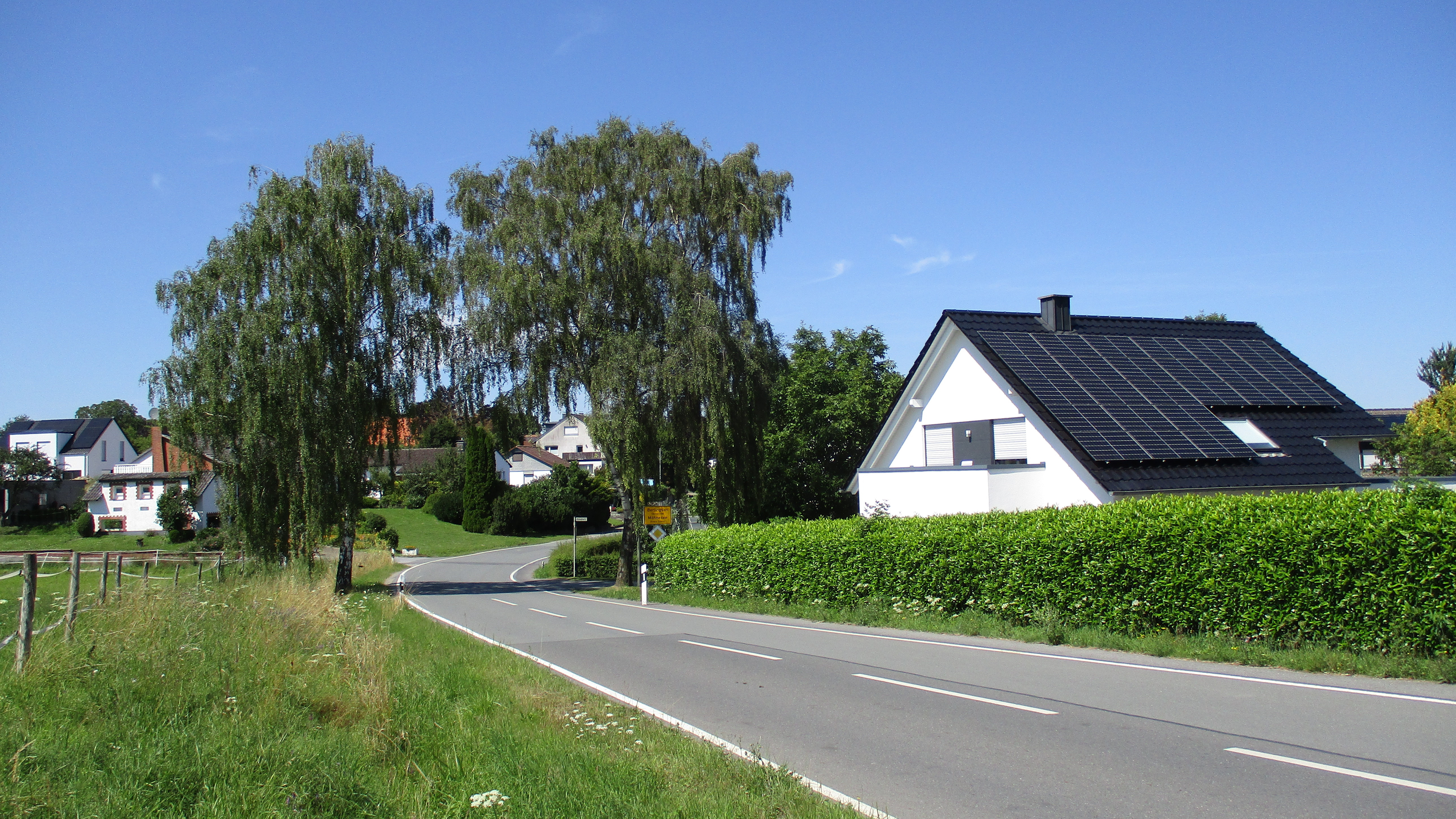
Südliche Ortseinfahrt Möhnesee-Berlingsen. (2024)
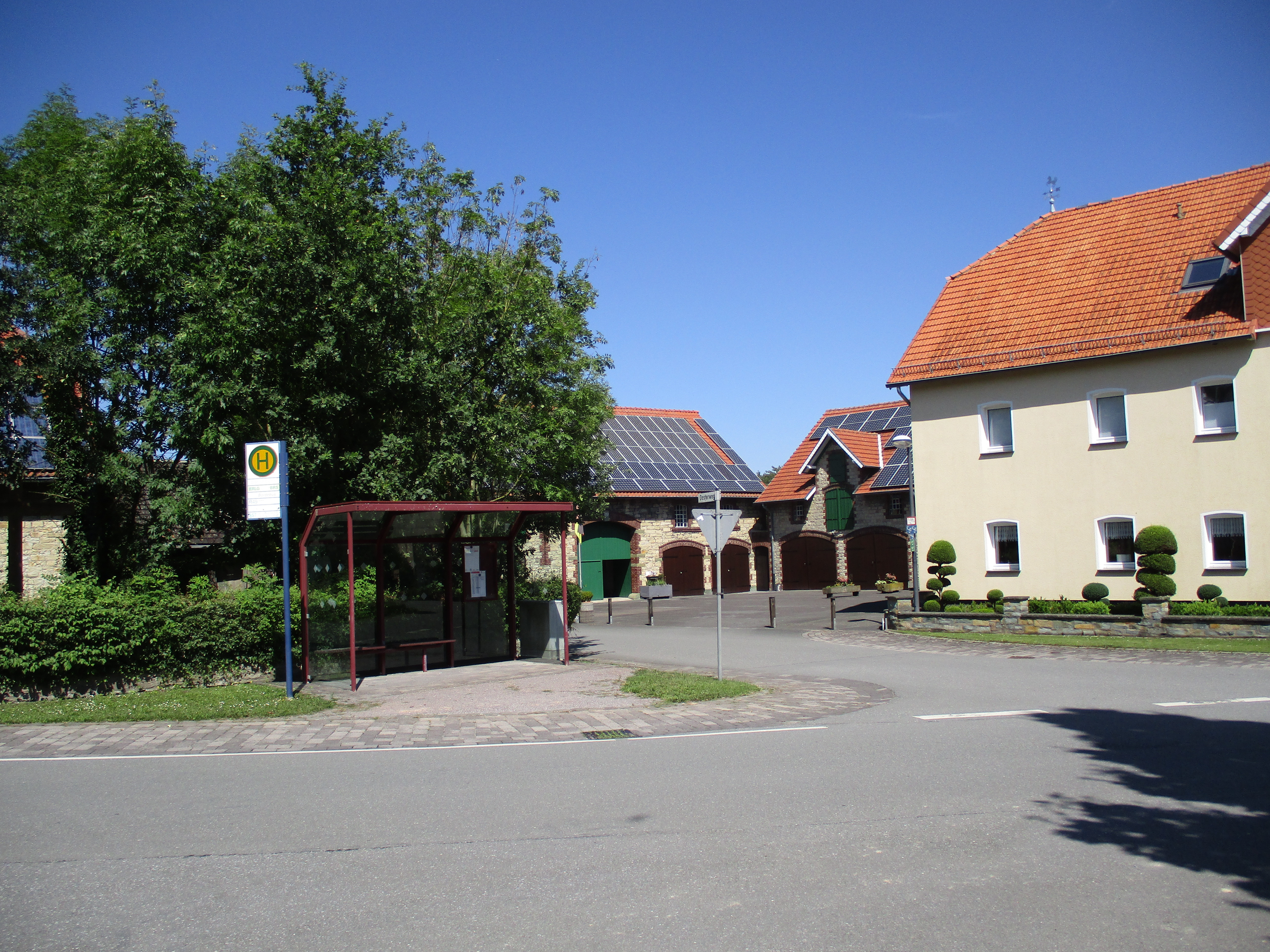
Bushaltestelle im Dorf. (2024)
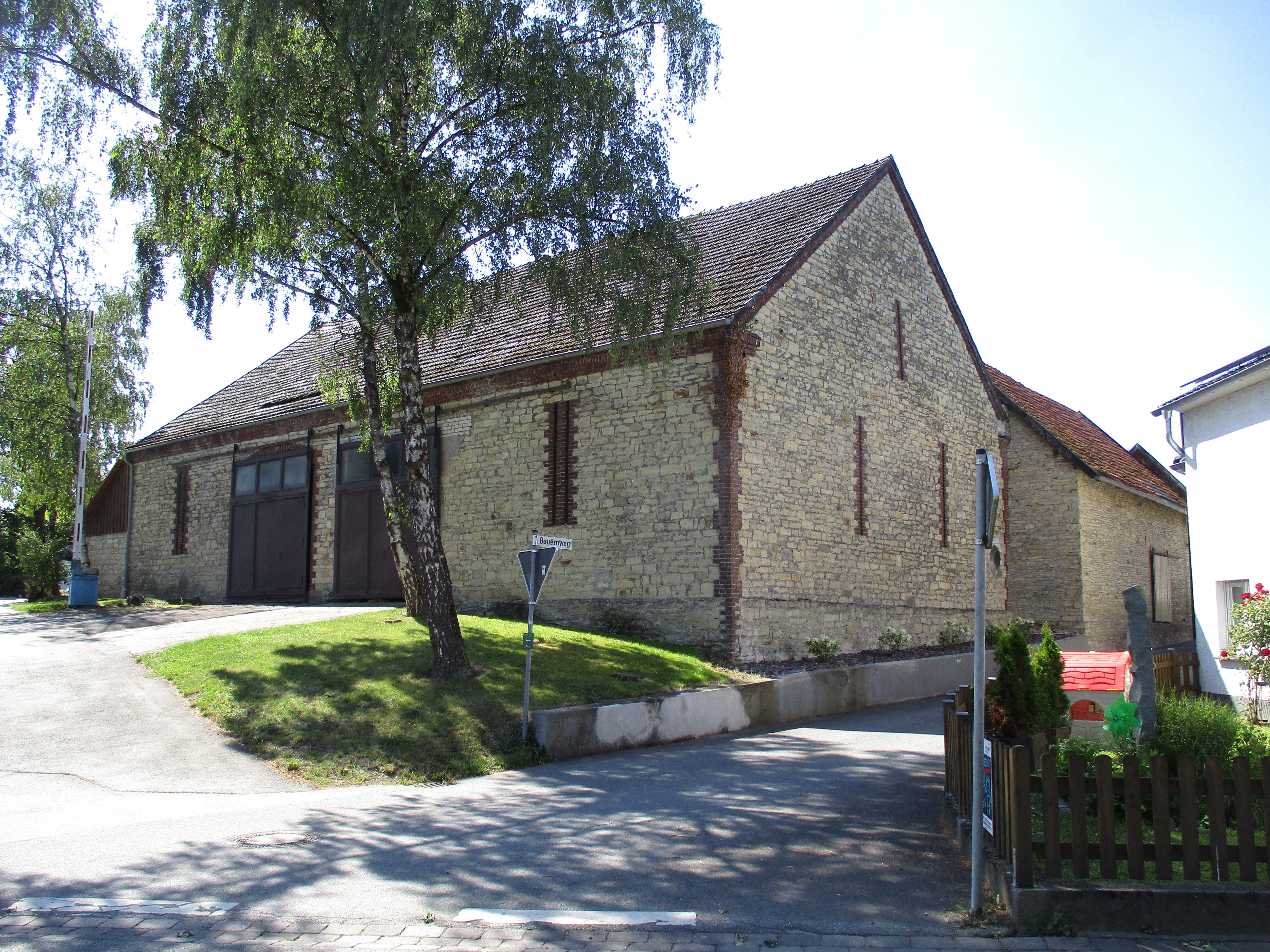
Alte Scheune am Bauernweg. (2024)
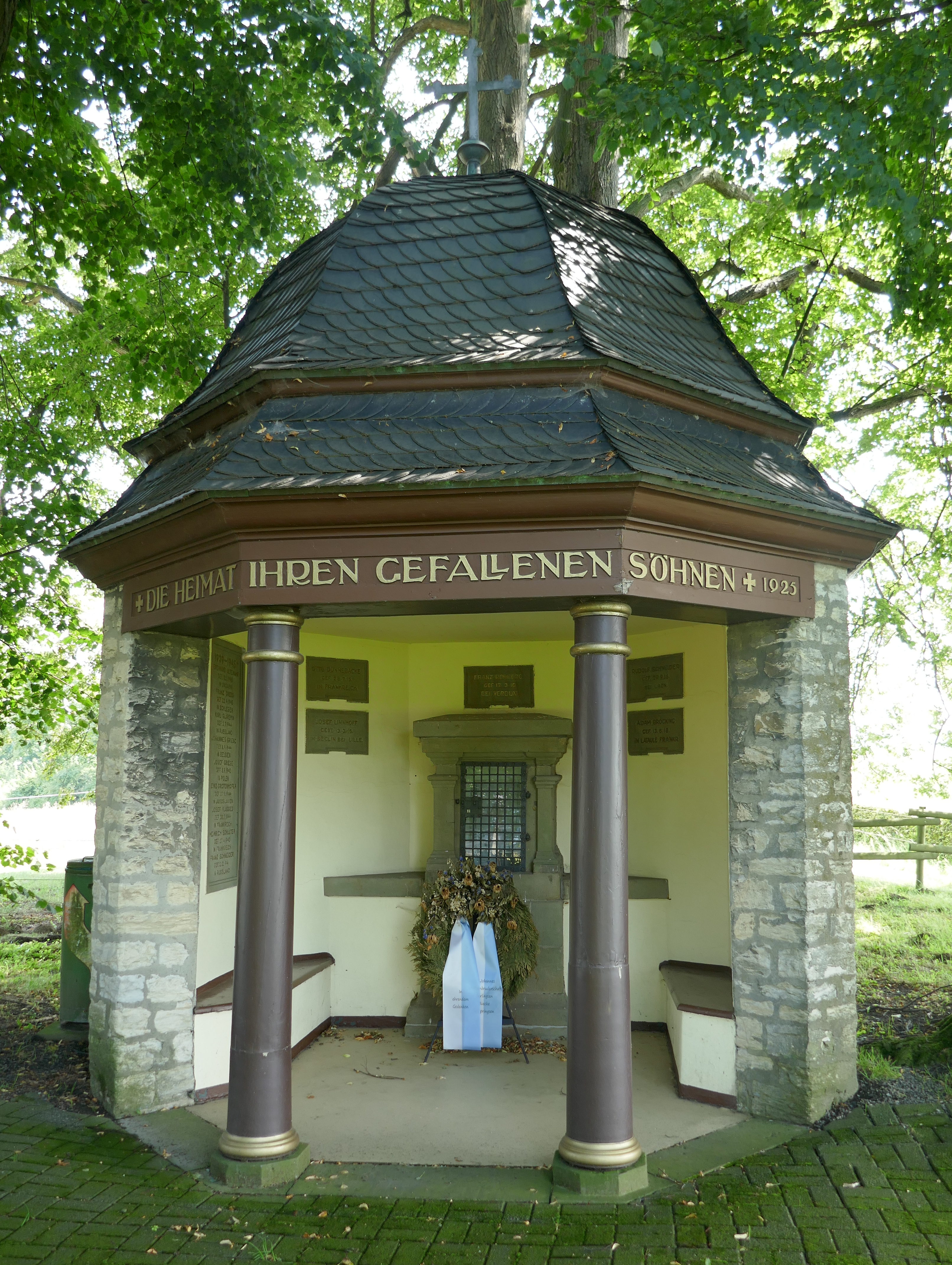
Ehrenmal in Berlingsen (2024)
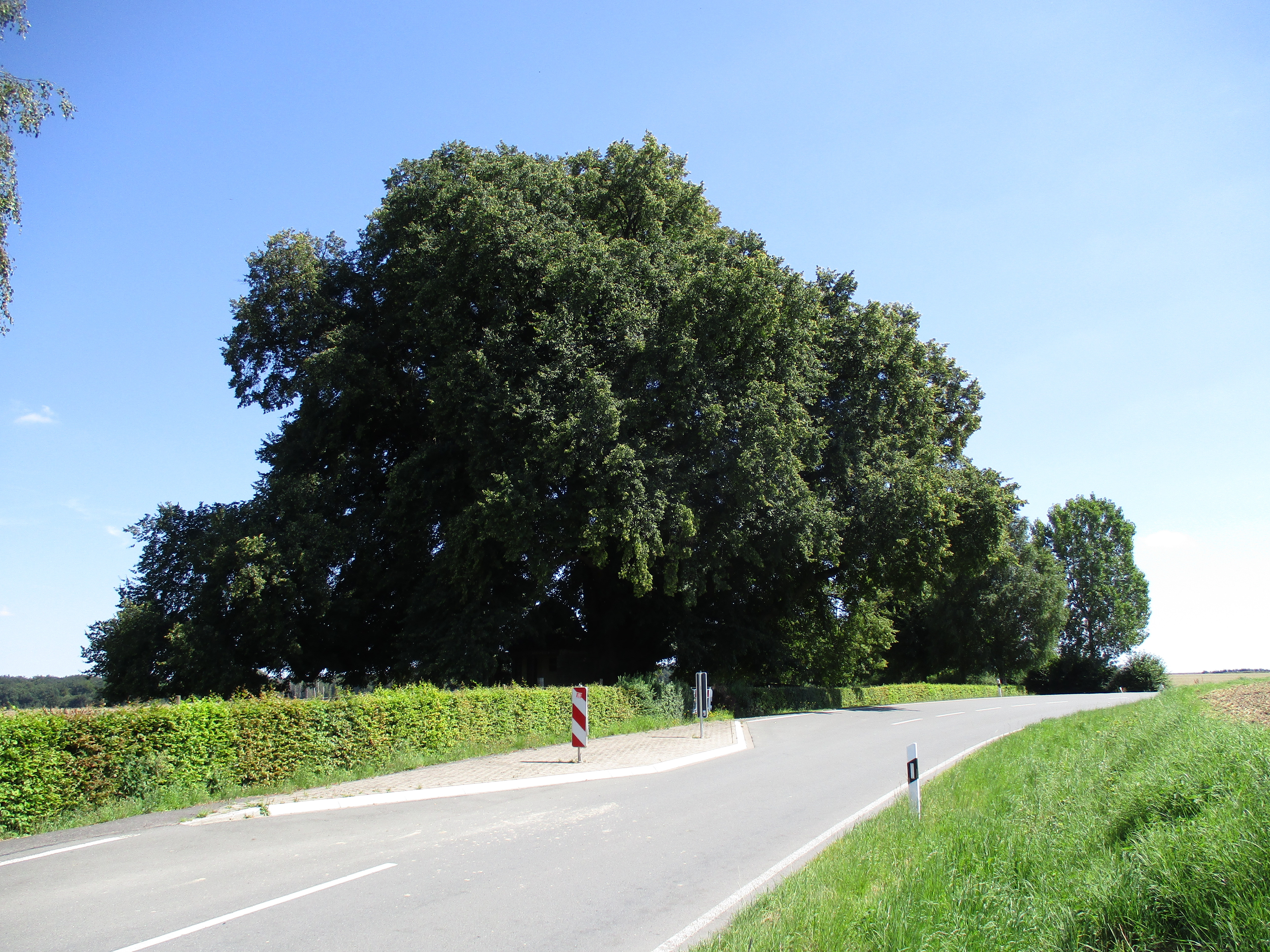
Die alten Linden am Ehrenmal sind ein Naturdenkmal. (2024)
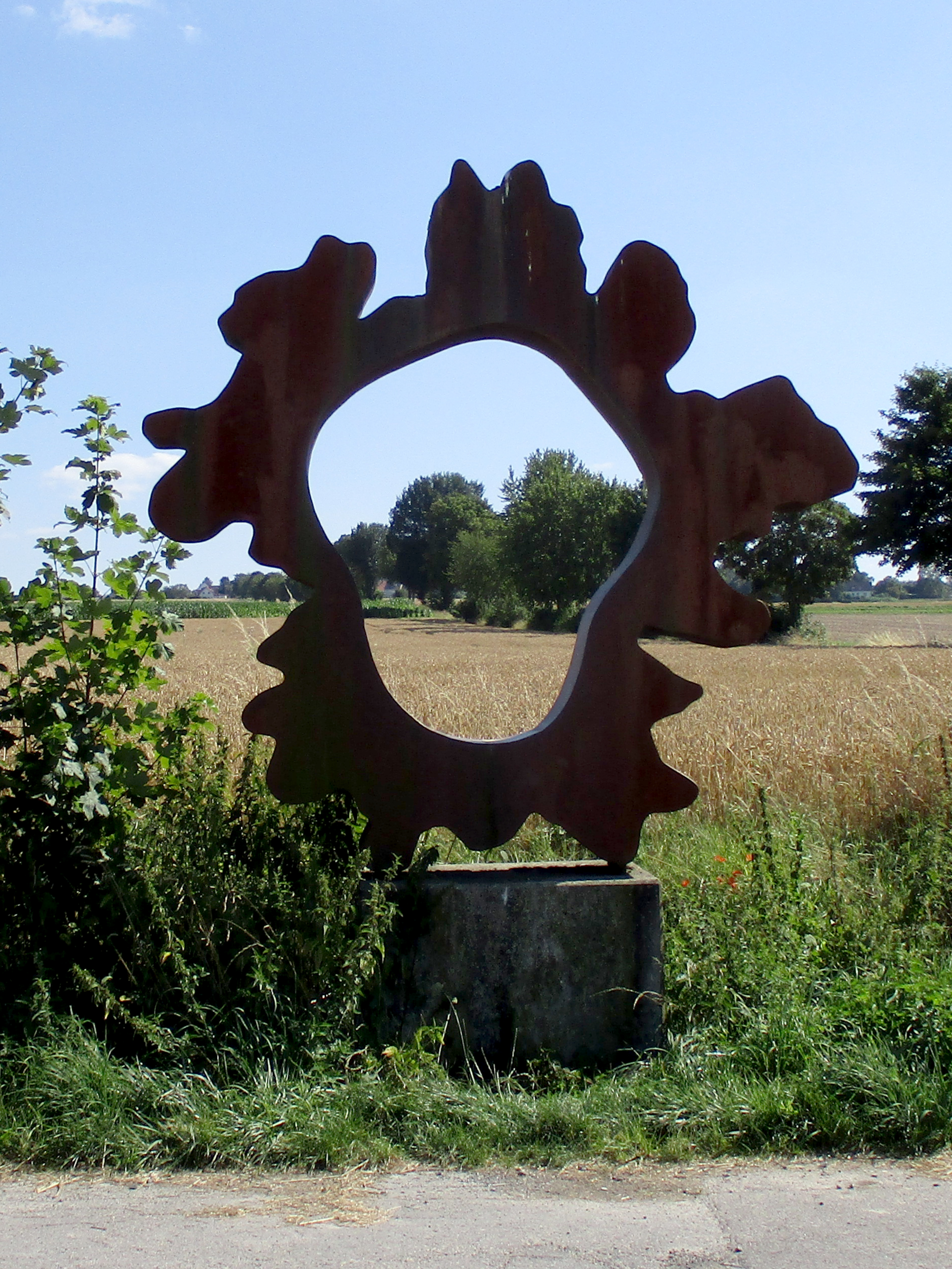
Eine Linde am Ehrenmal war Vorlage für die Wegmarke "Kontur".
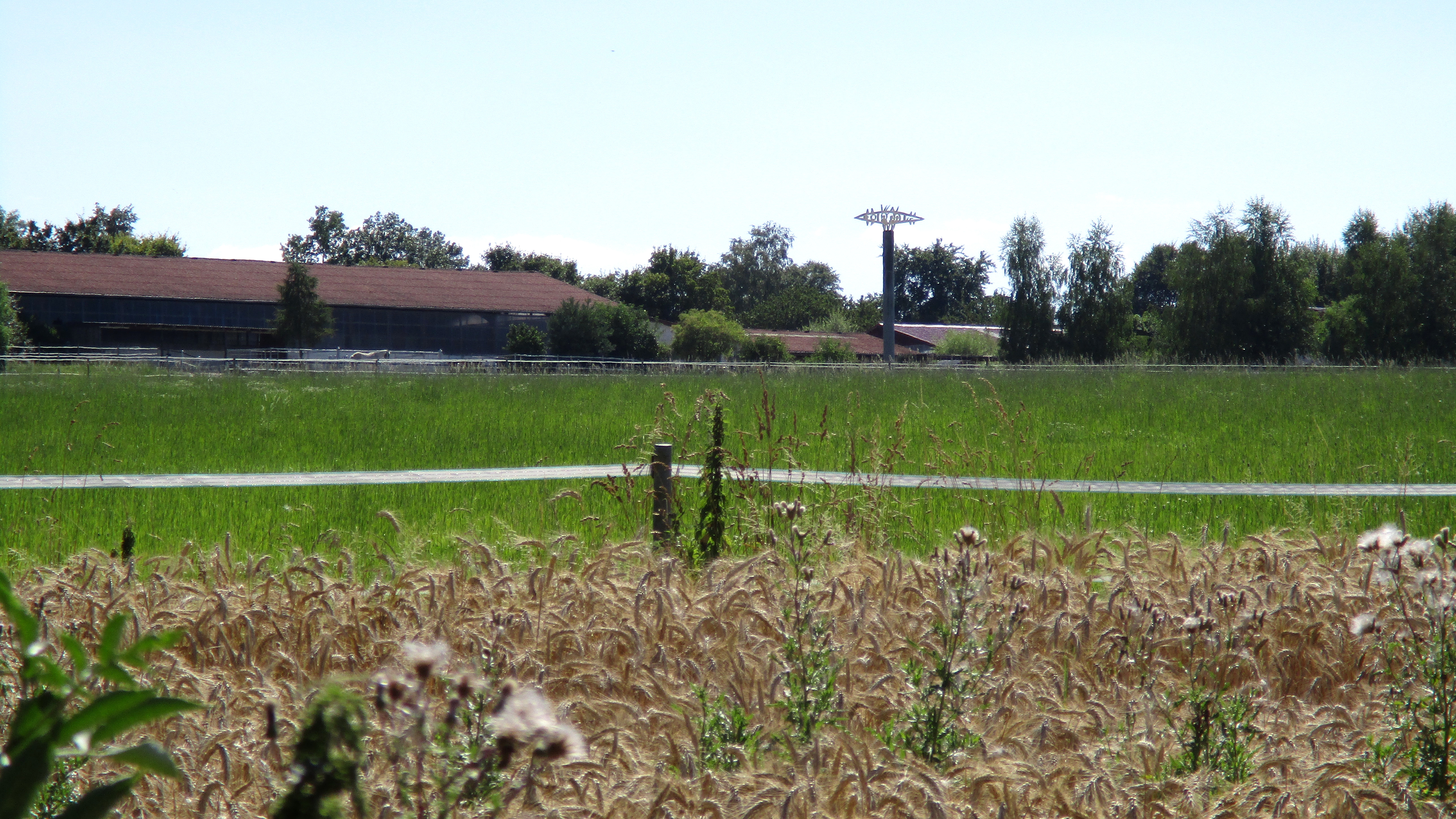
Islandpferdehof Möhnesee (2024)
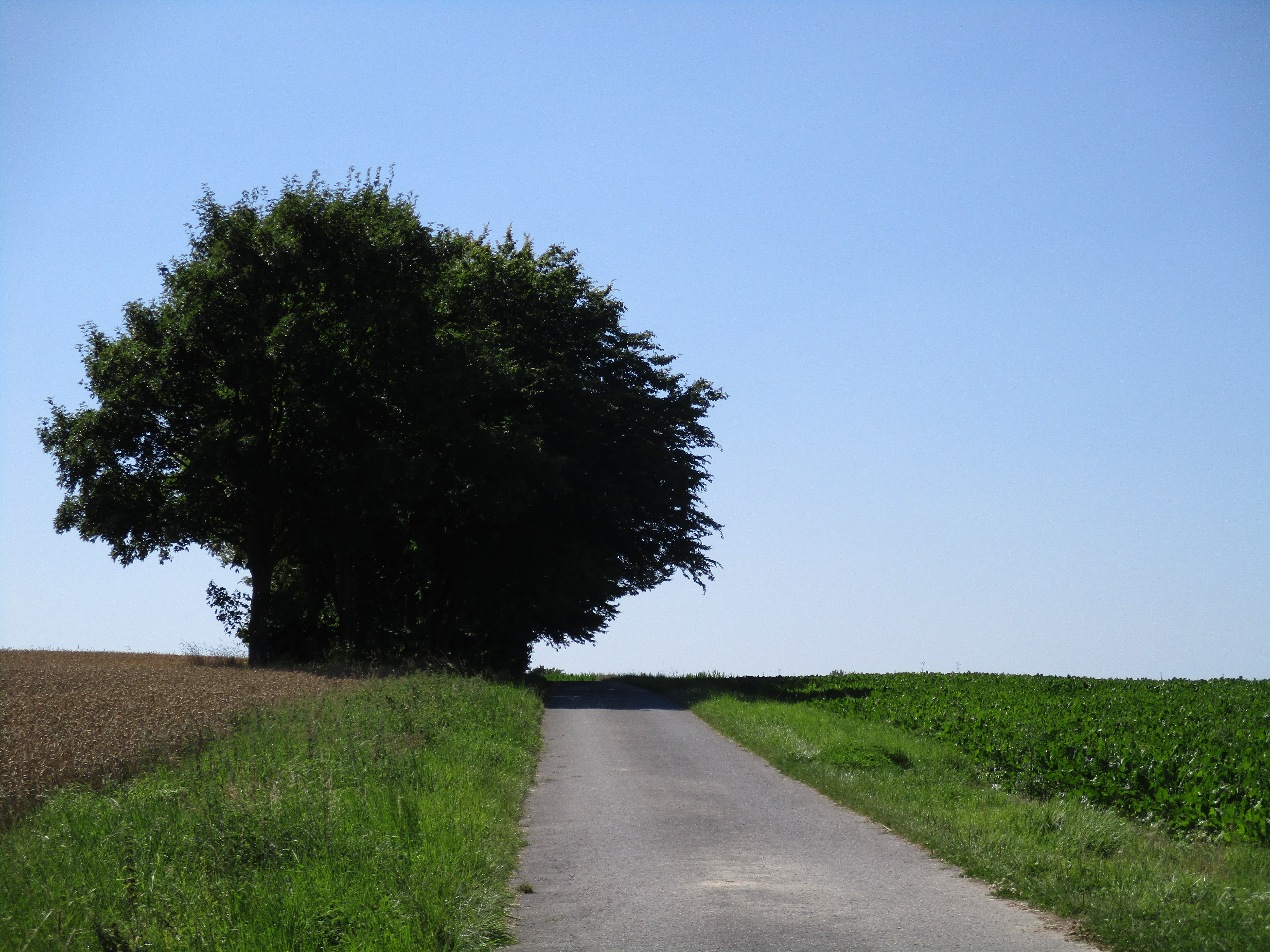
Historischer Grenzweg mit Landwehr zwischen der Gemeinde Möhnesee und Soest.